# Sky (香港男子组合)
SKY是2003年屬於香港新藝寶唱片的一隊男子演唱團體，由潘卓楠（Gilbert）、嚴嘉駿（Yani）、林雋健（Kin）、趙耀邦（Bon）以及梁俊邦（Bonald）五位男生組成。曾演出音樂作品、電視、廣告；2005年正式解散，各人各自發展，至2018年中，除潘卓楠外四人重組復出。

## 組合成員
- 潘卓楠（Gilbert）：隊長，已退出娛樂圈，現為游泳教練
- 嚴嘉駿（Moses）：前名為Yani，已退出娛樂圈，現為地產經紀，在進入娛樂圈前，嚴嘉駿曾是一名髮型師學徒，因偶然認識娛樂圈經理人阿Tim而得到機會進入男子組合Sky[2]。

- 林卓健（Kin）：現改名為林隽健，在電影圈發展，亦是節目主持
- 趙耀邦（Bon）：已退出娛樂圈，現為職業舞蹈員
- 梁俊邦（Bonald）：現改名為梁俊軒，為現為香港華視國影娛樂傳媒有限公司旗下歌手

## 唱片
| 專輯 # | 專輯名稱              | 發行日期 | 曲目 | 備註 |
| 1st    | *《Sky X Sky》        | 2003年   | 曲目 1. 口袋情人 2. 未捱過 3. 戀愛別注版 4. 三分區 5. 環遊世界 6. 冒險後樂園 7. 1比9 8. 五個等愛的少年 9. 百獸戰隊（TVB特攝《百獸王》粵語主題曲） 10. 三分區(Break Beat Mix) 11. 口袋情人(Pocket Mix) |      |
| 2nd    | * 《Higher Than Sky》 | 2005年   | 曲目 1. 高高地 2. 情投意合 3. 玩暗戀 4. 啞忍 5. 零分 |      |

### 其他歌曲／未收錄在大碟內之歌曲
1. 勇者（與郭力行、高皓正、吳卓羲合唱）（TVB電視劇《學警雄心》主題曲）
2. 趁今天有空 (featuring. Ghost Style)
3. 人生同盟

## 電視劇
- 赤沙印記@四葉草.2 飾 學生

## 獎項
- 2003年度新城勁爆頒獎禮

新城勁爆新登場歌手獎
- 2003年勁歌金曲第三季季選

新星試打三屆台主獎 - 《口袋情人》
- 2003年度十大勁歌金曲頒獎典禮

最受歡迎廣告歌曲大獎 - 銅獎《口袋情人》
- 2004年度兒歌金曲頒獎典禮

十大兒歌金曲獎 - 《百獸戰隊》

## 外部連結
- 《情投意合》（页面存档备份，存于）
- 《口袋情人》（页面存档备份，存于）
- 《未捱過》（页面存档备份，存于）
- 《高高地》（页面存档备份，存于）

1. ↑  .   [2018-11-08]. （原始内容存档于2018-11-08）.
2. ↑  . 蘋果日報.   [2018-07-23]. （原始内容存档于2018-07-23）.